# Sent (Grisons)
Sent és un municipi del cantó dels Grisons (Suïssa), situat a la regió d'Engiadina Bassa/Val Müstair.

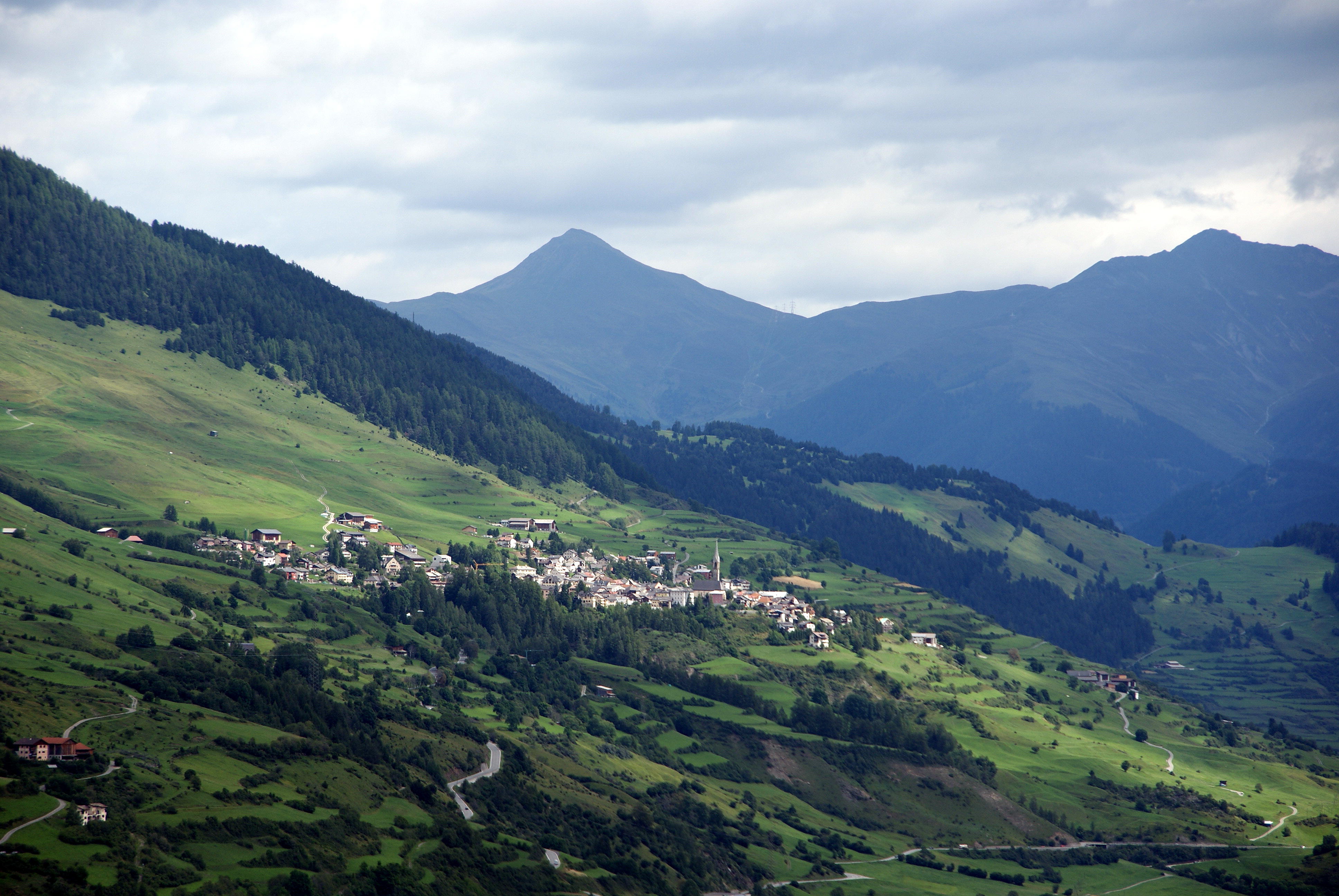
Vista general